# Leucoptera heinrichi
Leucoptera heinrichi is een vlinder uit de familie van de sneeuwmotten (Lyonetiidae). De wetenschappelijke naam van de soort is voor het eerst geldig gepubliceerd in 1948 door Jones.